# Styx (gruppo musicale)
Gli Styx (pron. /ˈstɪks/) sono un gruppo rock statunitense fondato sul finire degli anni sessanta a Chicago con il nome originario The Tradewinds, poi modificato in Styx prima dell'uscita del disco d'esordio eponimo nel 1972 (Styx). Sono annoverati tra i maggiori esponenti del progressive statunitense.
La band ebbe il suo picco di fama a metà anni settanta/ottanta, e più in particolare a partire dal 1975, anno in cui il cantante e chitarrista Tommy Shaw si unì al gruppo, incominciando quell'evoluzione musicale che portò gli Styx da sonorità progressive sempre più verso un hard rock condito di elementi AOR e derivativi delle sonorità del teatro americano. Raggiunsero il culmine del successo nel 1981 con il disco Paradise Theater.
I brani di maggior successo del gruppo furono Lady (numero 6, 1975), Come Sail Away (numero 8, 1977), Babe (numero 1, 1979), The Best of Times (numero 3, 1981), Too Much Time on My Hands (numero 9, 1981) e Mr. Roboto (numero 3, 1983), oltre a Show Me the Way (numero 3, 1990), Don't Let It End (numero 6, 1983) e Renegade (numero 16, 1978).
Gli Styx ottennero quattro certificazioni consecutive di disco multi-platino dalla RIAA.

## Storia del gruppo

### I primi anni (1961-1975)
Nel 1961 i due fratelli gemelli Chuck e John Panozzo si incontrarono per la prima volta con Dennis DeYoung, loro vicino di casa a Roseland, quartiere di Chicago, fondando di fatto la band The Tradewinds. Chuck Panozzo lasciò il gruppo per diplomarsi ma vi tornò già nel 1964, venendo sostituito in quegli anni da Tom Nardin che rimase poi in formazione come chitarrista, mentre Chuck Panozzo divenne bassista. John Panozzo era il batterista, mentre Dennis DeYoung si occupò delle tastiere. Nel 1965 il gruppo si rinominò TW4 (There Were 4). Nel 1969 John Curulewski, compagno di college dei componenti del gruppo alla Chicago State University, sostituì Tom Nardin, mentre nel 1970  James Young fu ingaggiato come ulteriore chitarrista, rendendo di fatto la formazione un quintetto.
Nel 1972 la band firmò un contratto discografico con la Wooden Nickel Records e decise di rinominarsi, su idea di DeYoung, Styx come il fiume mitologico Stige che attraversa la terra dei morti nel sottosuolo.
Con questa etichetta, gli Styx pubblicarono gli album Styx (1972), Styx II (1973), The Serpent Is Rising (1974) e Man of Miracles (1974), i quali presentarono una miscela di rock e drammatico prog-rock, condito di elementi di derivazione art-rock e furono dominati da intricate parti di organo, chitarra, voce e percussioni. The Serpent is Rising fu inoltre il primo concept album della band.
Nel frattempo la band iniziò ad esibirsi in numerosi club di Chicago, città che era divenuta di fatto la loro sede e che diede vita ai loro primi fan club. La power ballad Lady (contenuta in Styx II) iniziò a essere messa in onda nelle radio e nella primavera del 1975, quasi due anni dopo l'uscita del disco, il brano raggiunse la posizione numero 6 nelle classifiche USA, e il disco Styx II divenne così disco d'oro.

### Il successo (1975-1981)
Nel 1975 gli Styx firmarono con la A&M Records e pubblicarono il disco Equinox, il cui singolo Lorelei raggiunse la posizione numero 27 negli USA. La canzone Suite Madame Blue ottenne un notevole numero di passaggi radio su FM radio, nota radio dedita al genere AOR.
Curulewski lasciò il gruppo nel dicembre 1975 e fu rimpiazzato da Tommy Shaw. Nel 1976 uscì l'album Crystal Ball, che raggiunse un moderato successo grazie anche ai singoli Mademoiselle (numero 36) e This Old Man.
Nel 1977 fu il turno di The Grand Illusion, disco che divenne triplo disco di platino. I singoli Come Sail Away (numero 8 nel 1978, e Fooling Yourself (The Angry Young Man) (numero 29), ottennero molteplici passaggi radio. Il successivo Pieces of Eight, uscito nel 1978, si mosse verso sonorità più pop e ottenne fama grazie ai singoli Renegade (numero 16 USA), Blue Collar Man (Long Nights) (numero 21) e Sing for the Day (numero 41).
Nel 1979 la band diede alle stampe Cornerstone, il quale presentò la ballata Babe, diventato il primo e unico singolo del gruppo capace di raggiungere la posizione numero 1 in classifica.  Why Me raggiunse invece la numero 26, mentre Borrowed Time e Boat on the River ebbero piazzamenti più modesti.

### Gli anni d'oro (1981-1984)
Nel gennaio 1981 gli Styx pubblicarono Paradise Theater, un concept album che divenne il loro maggiore successo, raggiungendo la numero 1 Billboard con i suoi 5 singoli, tra cui The Best of Times (numero 3) e Too Much Time on My Hands (numero 9). Paradise Theater fu il quarto consecutivo multiplatino della band.
Nello stesso anno la band fu accusata da un gruppo religioso della California e successivamente dalla P.M.R.C. di nascondere messaggi satanici all'interno dei suoi pezzi, e in particolare in Snowblind.
Visto il successo di Paradise Theater, DeYoung orientò la composizione dei suoi pezzi verso uno stile più vicino al sound del teatro americano, mentre Shaw era più orientato a sonorità hard rock. Questo fatto generò alcune tensioni all'interno della formazione, che si risolsero in parte nel 1983 con l'uscita di Kilroy Was Here, un concept album teatrale che, ancora una volta, ottenne un forte dibattito religioso. Il disco divenne disco di platino e raggiunse la top 10 con due singoli, Mr. Roboto (numero 3) e Don't Let It End (numero 6).
Le tensioni all'interno del gruppo crebbero però in modo vertiginoso, e Tommy Shaw lasciò la band alla fine del tour di Kilroy Was Here, orientandosi verso una carriera solista. Nel 1984 la band pubblicò il suo primo live album, Caught in the Act.

### Gli anni '90 (1989-2000)
Nel 1989 gli Styx si riformarono ufficialmente con Glen Burtnik a sostituire Shaw. Con questa formazione uscì Edge of the Century e la ballad Show Me the Way fu numero 3 USA e in top 40 per 31 settimane. Love at First Sight (numero 25) e Love Is the Ritual (numero 9), oltre a All In a Day's Work, World Tonite e Edge of the Century, furono i singoli estratti dal disco. L'album fu certificato disco d'oro.
Nel 1991 la band firmò con la PolyGram Records ma il sempre più crescente successo del genere grunge oscurò il cammino della band, che decise di sciogliersi nel 1992.
Nel 1995 gli Styx si rifondarono con il ritorno di Tommy Shaw in formazione e nel 1996 partirono per un tour che non vide presenziare John Panozzo a causa di problemi di alcolismo. John verrà permanentemente sostituito da Todd Sucherman. Il tour fu registrato e pubblicato nell'album live Return to Paradise.
Due anni dopo, nel 1999, la band pubblicò l'album Brave New World, il quale non ottenne però grande successo. Il singolo Everything Is Cool non ottenne piazzamenti. Ciò provocò nuove liti interne alla formazione e questa volta fu De Young a lasciare la band. Inoltre Chuck Panozzo rivelò di essere omosessuale e malato di HIV, lasciando il gruppo per ricoverarsi.

### L'inizio del nuovo millennio (2000-2017)
Chuck Panozzo fu sostituito da Glen Burtnik e De Young da Lawrence Gowan. Questa formazione pubblicò nel 2003 l'album Cyclorama, piazzatosi al numero 127 nella Billboard 200. Il singolo Waiting for Our Time fu numero 37 nella Billboard mainstream rock chart.
Burtnik lasciò gli Styx nello stesso anno e fu sostituito da Ricky Phillips, ex componente dei The Babys e dei Bad English. Nel 2005 uscì un album di cover a titolo Big Bang Theory, che entrò nella Billboard Top 50, miglior piazzamento dal 1990.
Il 21 aprile 2006 gli Styx si piazzarono alla posizione numero 127 della classifica RIAA grazie a 17.5 milioni di vendite nel mercato americano. Il 16 ottobre 2007 gli Styx ottennero il "Lifetime Achievement Award" dalla IEBA (International Entertainment Buyers Association) in una cerimonia a Nashville, nel Tennessee.
Nel marzo del 2009 gli Styx pubblicano il singolo Can't Stop Rockin' registrato assieme ai REO Speedwagon.
Continuando ad esibirsi live nel corso degli anni, gli Styx annunciarono nel luglio 2010 la prossima uscita di Regeneration: Volume 1, un EP di inediti.
Nel 2017 pubblicano The Mission, il loro primo lavoro di inediti dopo quattordici anni, un concept album che ha come tema una missione su Marte.

### Il nuovo album e la formazione a sette elementi (2017-presente)
Dopo un lungo tour e un periodo di pausa, gli Styx tornano nel 2021 con un nuovo album, Crash of the Crown; in questo album, alla formazione si aggiunge il chitarrista Will Evankovich, già noto per la sua militanza nei The Guess Who.

## Formazione

### Formazione attuale
- Tommy Shaw - voce, chitarra, (1975-1983, 1995-presente)
- James Young - chitarra (1972-presente)
- Will Evankovich - chitarra (2021-presente)
- Lawrence Gowan - voce, tastiera (1999-presente)
- Ricky Phillips - basso (2004-presente)
- Todd Sucherman - batteria (1995-presente)
- Chuck Panozzo - basso (1972-presente)

### Ex componenti
- Dennis DeYoung - voce, tastiere, fisarmonica (1972 - 1999)
- John Panozzo - batteria, percussioni (1972 - 1996)
- John Curulewski - chitarra, voce (1972 - 1975)
- Glen Burtnik - chitarra, voce (1990 - 1992), basso, voce (1999 - 2003)

## Discografia

### Album in studio
- 1972 - Styx
- 1973 - Styx II
- 1973 - The Serpent Is Rising
- 1974 - Man of Miracles
- 1975 - Equinox
- 1976 - Crystal Ball
- 1977 - The Grand Illusion
- 1978 - Pieces of Eight
- 1979 - Cornerstone
- 1981 - Paradise Theatre
- 1983 - Kilroy Was Here
- 1990 - Edge of the Century
- 1999 - Brave New World
- 2003 - Cyclorama
- 2005 - Big Bang Theory
- 2017 - The Mission
- 2021 - Crash of the Crown
- 2025 - Circling From Above